# Championnat de Trinité-et-Tobago de football 2000
Navigation
Saison suivante
La saison 2000 du Championnat de Trinité-et-Tobago de football est la vingt-septième édition de la première division à Trinité-et-Tobago et la deuxième sous le nom de Professional League. Les huit formations de l'élite sont réunies au sein d'une poule unique où elles s'affrontent quatre fois au cours de la saison, à domicile et à l'extérieur. La Professional League est un championnat fermé, il n'y a pas de relégation sportive.
C'est W Connection FC qui remporte la compétition cette saison après avoir terminé en tête du classement final, avec un seul point d'avance sur le tenant du titre, Defence Force FC et cinq sur San Juan Jabloteh. C'est le tout premier titre de champion de Trinité-et-Tobago de l'histoire du club, qui réalise le doublé en battant Joe Public FC en finale de la Coupe de Trinité-et-Tobago.

## Qualifications continentales
Les deux premiers de Professional League obtiennent leur qualification pour la CFU Club Championship, la coupe des clubs champions de la région Caraïbes.

## Les clubs participants
| - W Connection FC - Defence Force FC - San Juan Jabloteh - Joe Public FC | - Doc's Khelwalaas - Police FC - Arima Fire - Caledonia AIA |

## Compétition
Le barème de points servant à établir le classement se décompose ainsi :
- Victoire : 3 points
- Match nul : 1 point
- Défaite : 0 point

### Classement
| Rang | Équipe            | Pts | J  | G  | N  | P  | Bp | Bc | Diff |
| ---- | ----------------- | --- | -- | -- | -- | -- | -- | -- | ---- |
| 1    | W Connection FCC  | 52  | 27 | 14 | 10 | 3  | 56 | 33 | +23  |
| 2    | Defence Force FCT | 51  | 27 | 15 | 6  | 6  | 58 | 33 | +25  |
| 3    | San Juan Jabloteh | 47  | 27 | 13 | 8  | 6  | 52 | 27 | +25  |
| 4    | Joe Public FC     | 43  | 27 | 13 | 4  | 10 | 47 | 39 | +8   |
| 5    | Doc's Khelwalaas  | 32  | 27 | 8  | 8  | 11 | 32 | 45 | -13  |
| 6    | Police FC         | 26  | 27 | 7  | 5  | 15 | 27 | 49 | -22  |
| 7    | Arima Fire        | 24  | 27 | 6  | 6  | 15 | 37 | 64 | -27  |
| 8    | Caledonia AIA     | 23  | 27 | 6  | 5  | 16 | 33 | 52 | -19  |

|  | Qualification pour la CFU Club Championship 2001                   |
|  | T : Tenant du titre C : Vainqueur de la Coupe de Trinité-et-Tobago |

## Bilan de la saison
| Championnat de Trinité-et-Tobago de football 2000                             |                             |
| Champion                                                                      | W Connection FC (1er titre) |
| Coupes et trophées                                                            |                             |
| Vainqueur de la Coupe de Trinité-et-Tobago 2000                               | W Connection FC             |
| Qualifications continentales                                                  |                             |
| CFU Club Championship 2001                                                    | W Connection FC             |
| CFU Club Championship 2001                                                    | Defence Force FC            |
| Promotions et relégations                                                     |                             |
| Promus en Professional League                                                 | Aucun                       |
| Relégués en Championnat de Trinité-et-Tobago de football de deuxième division | Aucun                       |